# Job: A Masque for Dancing
Job: A Masque for Dancing è un balletto in un atto prodotto dal Vic-Wells Ballet nel 1931. Considerato come un lavoro cruciale nello sviluppo del balletto britannico, Job fu il primo balletto ad essere prodotto da un team creativo interamente britannico. L'idea e il libretto originali del balletto furono proposti dallo studioso Geoffrey Keynes, con coreografie di Ninette de Valois, musiche di Ralph Vaughan Williams, orchestrazioni di Constant Lambert e disegni di Gwendolen Raverat. Il balletto è basato sul Libro di Giobbe della Bibbia ebraica ed è stato ispirato dall'edizione illustrata di William Blake, pubblicata nel 1826. Job fu eseguito in prima mondiale il 5 luglio 1931 e fu interpretato dai membri della Camargo Society al Cambridge Theatre, Londra. La prima rappresentazione pubblica del balletto ebbe luogo il 22 settembre 1931 presso l'Old Vic Theatre.

## Sviluppo
L'idea di un balletto basato sul Libro di Giobbe fu inizialmente proposta dallo studioso Geoffrey Keynes, che era un'autorità rispettata relativamente alle opere di William Blake.

## Musica
La musica per il balletto, intitolato Job: A Masque for Dancing, fu scritta dal compositore britannico Ralph Vaughan Williams. Vaughan Williams lo definì un "masque" perché non gli piaceva la parola "balletto", ma il lavoro non ha alcun legame con il genere del masque. Williams iniziò a scrivere la partitura dopo che l'idea del balletto era stata inizialmente proposta all'impresario di balletto russo Sergei Diaghilev, che l'aveva respinta. Di conseguenza la musica fu scritta inizialmente per un'orchestra più grande di quella che poteva essere ospitata in una fossa teatrale convenzionale e fu eseguita in anteprima in forma di concerto nell'ottobre 1930 al Festival di Norfolk e Norwich, con la direzione di Vaughan Williams. Quando fu infine prodotto il balletto, la musica fu orchestrata per una piccola orchestra da Constant Lambert.
Vaughan Williams dedicò la partitura al direttore Adrian Boult nel 1934, dopo che il compositore aveva appreso che il Bach Choir, diretto da Boult, aveva raccolto fondi per l'incisione della partitura completa di Job per la pubblicazione, come regalo di separazione a Boult. Boult fece quattro incisioni del lavoro, inclusa la prima registrazione nel 1946 con la BBC Symphony Orchestra; la sua quarta e ultima registrazione avvenne m el 1970 con la London Symphony Orchestra.
O.A. Weltzien ha scritto un'analisi dettagliata delle illustrazioni di Blake e della partitura di Vaughan Williams. F.W.D. Ries pubblicò un articolo contenente reminiscenze di Keynes della produzione originale e della successiva produzione del 1948.

### Orchestrazione
La strumentazione della versione orchestrale completa è scritta per:
- tre flauti (il terzo anche ottavino e flauto contralto), due oboi, corno inglese, due clarinetti (in si bem.), sassofono contralto, clarinetto basso (anche terzo clarinetto in si bem.), due fagotti, controfagotto
- quattro corni (in fa), tre trombe (in si bem.), tre tromboni, tuba
- timpani, triangolo, rullante, piatti, grancassa, xilofono, glockenspiel, tam-tam
- organo
- arpe e archi.

## Storia dell'esecuzione
Il balletto fu eseguito per la prima volta dal Vic-Wells Ballet, con il sostegno finanziario della Camargo Society. Fu eseguito in anteprima mondiale il 5 luglio 1931 e messo in scena dai membri della società, al Cambridge Theatre nel quartiere teatrale del West End di Londra. Il ruolo di Satana era interpretato da Anton Dolin, con Stanley Judson che danzava nel ruolo di Elihu. Il balletto è stato successivamente presentato in pubblico il 22 settembre 1931 all'Old Vic Theatre. Una versione adattata del balletto fu eseguita anche all'aperto come parte dei concerti del Lewisohn Stadium, New York nel 1931, messo in scena da Ted Shawn.

### Ripresa del 1948
La prima grande ripresa di Job: A Masque for Dancing ebbe luogo il 20 maggio 1948, alla Royal Opera House, Covent Garden, Londra. In quel momento il Vic-Wells Ballet era diventato noto come Sadler's Wells Ballet e si era trasferito dal Sadler's Wells Theatre per diventare la compagnia di balletto residente al teatro dell'opera. A causa del palcoscenico significativamente più grande, le scenografie originali di Raverat non erano più adatte al balletto, quindi furono commissionati nuovi disegni, prodotti da John Piper.
Il cast includeva:
- Donald Britton
- John Cranko
- Leslie Edwards
- Julia Farron
- John Field
- Alexander Grant

- Robert Helpmann
- Rowena Jackson
- Gillian Lynne
- Nadia Nerina
- Michael Somes

## Scene e sezioni
Il balletto comprende 9 scene, vagamente basate sulla sequenza delle illustrazioni di Blake e ognuna include nella sinossi una citazione dalla Bibbia. Vaughan Williams pose come intestazioni della sua partitura i 18 titoli delle sezioni.

### Scena I
"Saraband of the Sons of God" ("Hast thou considered my servant Job?")
– Introduction
– Pastoral Dance
– Satan's Appeal to God
– Saraband of the Sons of God

### Scena II
"Satan's Dance of Triumph" ("So Satan went forth from the presence of the Lord.")
– Satan's Dance

### Scena III
"Minuet of the Sons of Job and Their Wives" ("There came a great wind and smote the four corners of the house and it fell upon the young men and they are dead.")
– Minuet of the Sons and Daughters of Job

### Scena IV
"Job's Dream" ("In thoughts from the visions of the night....fear came upon me and trembling.")
– Job's Dream
– Dance of Plague, Pestilence, Famine and Battle

### Scena V
"Dance of the Three Messengers" ("There came a messenger.")
– Dance of the Messengers

### Scena VI
"Dance of Job's Comforters" ("Behold happy is the man whom God correcteth.")
– Dance of Job's Comforters
– Job's Curse
– A Vision of Satan

### Scena VII
"Elihu's Dance of Youth and Beauty" ("Ye are old and I am very young.")
– Elihu's Dance of Youth and Beauty
– Pavane of the Heavenly Host

### Scena VIII
"Pavane of the Sons of the Morning" ("All the Sons of God shouted for joy.")
– Galliard of the Sons of the Morning
– Altar Dance and Heavenly Pavane

### Scena IX
"Epilogue" ("So the Lord blessed the latter end of Job more than his beginning.")